# العلاقات الإماراتية السورينامية
العلاقات الإماراتية السورينامية هي العلاقات الثنائية التي تجمع بين الإمارات العربية المتحدة وسورينام.

## مقارنة بين البلدين
هذه مقارنة عامة ومرجعية للدولتين:
| وجه المقارنة                                              | الإمارات العربية المتحدة | سورينام                        |
| --------------------------------------------------------- | ------------------------ | ------------------------------ |
| المساحة (كم2)                                             | 83.60 ألف                | 163.27 ألف                     |
| عدد السكان (نسمة)                                         | 9.40 مليون               | 563.40 ألف                     |
| الكثافة السكانية (ن./كم²)                                 | 112.44                   | 3.45                           |
| العاصمة                                                   | أبو ظبي                  | باراماريبو                     |
| اللغة الرسمية                                             | اللغة العربية            | اللغة الهولندية                |
| العملة                                                    | درهم إماراتي             | دولار سورينامي، غيلدر سورينامي |
| الناتج المحلي الإجمالي (بليون دولار)                      | 382.58 مليار             | 3.32 مليار                     |
| الناتج المحلي الإجمالي (تعادل القوة الشرائية) بليون دولار | 640.72 مليار             | 9.07 مليار                     |
| الناتج المحلي الإجمالي الاسمي للفرد دولار أمريكي          | 40.44 ألف                | 9.48 ألف                       |
| الناتج المحلي الإجمالي للفرد دولار أمريكي                 | 67.67 ألف                | 16.64 ألف                      |
| مؤشر التنمية البشرية                                      | 0.835                    | 0.714                          |
| رمز المكالمات الدولي                                      | +971                     | +597                           |
| رمز الإنترنت                                              | .ae، .امارات             | .sr                            |
| المنطقة الزمنية                                           | ت ع م+04:00              | 00                             |

## منظمات دولية مشتركة
يشترك البلدان في عضوية مجموعة من المنظمات الدولية، منها:
| علم المنظمة | اسم المنظمة                        | تاريخ انضمام الإمارات العربية المتحدة | تاريخ انضمام سورينام |
| ----------- | ---------------------------------- | ------------------------------------- | -------------------- |
|             | يونسكو                             | 20 أبريل 1972                         | 16 يوليو 1976        |
|             | وكالة ضمان الاستثمار متعدد الأطراف | 20 أكتوبر 1993                        | 2 يوليو 2003         |
|             | الأمم المتحدة                      | 9 ديسمبر 1971                         | 4 ديسمبر 1975        |
|             | الاتحاد البريدي العالمي            | ?                                     | ?                    |
|             | البنك الدولي للإنشاء والتعمير      | 22 سبتمبر 1972                        | 27 يونيو 1978        |
|             | المنظمة الهيدروغرافية الدولية      | ?                                     | ?                    |
|             | منظمة التعاون الإسلامي             | ?                                     | ?                    |
|             | منظمة حظر الأسلحة الكيميائية       | ?                                     | ?                    |
|             | الاتحاد الدولي للاتصالات           | 27 يونيو 1972                         | 15 يوليو 1976        |
|             | مؤسسة التمويل الدولية              | 30 سبتمبر 1977                        | 1 سبتمبر 2011        |
|             | منظمة التجارة العالمية             | ?                                     | ?                    |
|             | منظمة الشرطة الجنائية الدولية      | ?                                     | ?                    |

## وصلات خارجية
- موقع وزارة الخارجية الإماراتية
- موقع وزارة الخارجية السورينامية